# Богодол
Богодол је насељено мјесто у граду Мостару, Федерација Босне и Херцеговине, БиХ. Налази се северозападно од Мостара у подножју планине Чабуље.

## Становништво

### Становништво према пописима у СФРЈ
| Националност       | 1991. | 1981. | 1971. | 1961. |
| Хрвати             | 161   | 274   | 379   |       |
| Срби               | 112   | 147   | 189   |       |
| Југословени        |       | 11    |       |       |
| остали и непознато | 1     | 2     | 2     |       |
| Укупно             | 274   | 434   | 570   | '     |

| Демографија | Демографија | Демографија |
| Година      | Становника  | Становника  |
| ----------- | ----------- | ----------- |
| 1971.       | 570         |             |
| 1981.       | 434         |             |
| 1991.       | 274         |             |
| 2013.       | 148         |             |

Српске породице Бојанић, па затим Иванишевић и Матковић из Црне Горе су почеле да се насељавају почетком, а хрватске крајем 18. века. Почетком 20. века је почело исељавање што у Мостар, што у даље у Босну, Славонију и даље у САД. За вријеме Другог светског рата страдао је велики број Срба од усташа. Након Другог светскога рата долази до исељавања: Срби широм Војводине, а Хрвати већином у Славонију и у Срем.
Основна школа изграђена 1950. године је затворена 1980-их.
Преостали Срби су силом исељени у последњем рату.

## Знаменитости
У делу села које је било насељено српским православним становништвом налази се обновљена православна црква, саграђена на темељима православне цркве изграђене 1933. године (податак који је био уклесан на каменој плочи изнад улазних врата цркве), а срушенe 1992. године. Намера изградње првобитног објекта православне цркве потиче још из 1902. године, а о чему сведочи „Источник” бр.24, штампан у Сарајеву 31. децембра 1902. године, у којем на 589. страни пише: Добротвори цркве. Вељко Оборина и супруга му Јованка рођ. Кујкур, из Мостара - на препоруку Впреосвешт. госп. Митроп. Серафима - даровали су 150 наполеона у злату за градњу нове православне капеле у селу Богодолу, парохији раштанској (кот. Мостар), која ће се правити на прољеће 1903. год. -  Хвала и слава приложницима!:
У селу се налази кип Св. Анте изграђен око 1938. године. Католичка црква Св. Анте изграђена је 1965. године. У селу се налази шест гробља: Најстарије је гробље Крижи, старо око 750 година. Крајем седамдесетих настало је гробље код цркве Св. Анте у Богодолу.
Православно гробље се налази на улазу у село које је основано средином 18. века на овом месту. Пре његовог настанка свака православна породица је имала своје гробље. Најстарије је било Иванишевића гробље код Иванишевића. Први сахрањени у новом гробљу је био Јово Бојанић Хајдук. Код гробља се налазила и православна црква изграђена 1936. године. Порушена је у последњем рату.